# نفل كبريتي
النفل الكبريتي (باللاتينية: Trifolium ochroleucon) نوع نباتي من جنس النفل من الفصيلة البقولية.

## الموئل والانتشار
ينتشر في بلاد الشام والمغرب العربي وتركيا ومعظم مناطق أوروبا.

## مرادفات للاسم العلمي
- (باللاتينية: Trifolium pallidulum Jord.)
- (باللاتينية: Trifolium roseum C. Presl)
- (باللاتينية: Trifolium ochroleucon subsp. roseum (C. Presl) Guss.)